# Чинизи
Чинизи (итал. Cinisi) — коммуна в Италии, располагается в регионе Сицилия, подчиняется административному центру Палермо.
Население составляет 10 817 человек (на 2004 г.), плотность населения составляет 311 чел./км². Занимает площадь 33 км². Почтовый индекс — 90045. Телефонный код — 091.
Покровительницами коммуны почитаются Пресвятая Богородица (Madonna del Furi), празднование в первую декаду июня, и святая Фара.